# Vaste commissie voor Financiën
De vaste commissie voor Financiën is een Nederlandse Tweede Kamercommissie, belast met zaken met betrekking tot het beleid van de minister en staatssecretaris van Financiën.
De commissie voor Financiën behandelt de onderwerpen waarvoor de minister van Financiën of de staatssecretaris van Financiën eerstverantwoordelijk is. Deze onderwerpen zijn grofweg onder te verdelen in financiële thema’s, waarvoor de minister verantwoordelijk is, en fiscale thema’s, waarvoor de staatssecretaris verantwoordelijk is. Belangrijke financiële thema’s zijn de rijksbegroting en het toezicht op de financiële markten. Een van de fiscale thema’s is het Belastingplan. De commissie adviseert ook andere vaste commissies bij vraagstukken op het gebied van de begroting en de verantwoording en omtrent de procedureregeling voor grote projecten.
De commissie houdt zich eveneens bezig met zaken betreffende de Comptabiliteitswet 2016 en onderhoudt de contacten met de Algemene Rekenkamer. Tevens behandelt zij de rapporten van de Algemene Rekenkamer en andere stukken inzake de rijksuitgaven.

## Eerste Kamer
Er is ook een Eerste Kamercommissie voor Financiën.